# 唐文粹
《唐文粹》又稱《文粹》、《唐賢文粹》，100卷。宋代姚鉉（967～1020）編。
《唐文粹》選錄《文苑英華》中唐詩以古體詩為主，但不收四六文、近體詩，序言稱“以古雅為命，不以彫篆為工，故侈言曼辭率皆不取。”。分〈古賦〉九、〈詩〉十三、〈頌〉五、〈贊〉二、〈表奏書疏〉七、〈文〉四、〈論〉五、〈議〉四、〈古文〉八、〈碑〉十七、〈銘〉五、〈記〉七、〈箴誡銘〉一、〈書〉十二、〈序〉八、〈傳錄紀事〉二。共收文、賦1104篇，詩961首。《唐文粹》收錄精簡，在宋真宗朝大為盛行。南宋周必大说《唐文粹》是“铨择”《文苑英华》的缩编本，但《文苑英华》一直到南宋嘉泰元年（１２０１）才付印，姚氏實無法看見《文苑英华》。
明代張溥有《唐文粹刪》，清代王士禎有《唐文粹詩選》，郭麐有《唐文粹補遺》二十六卷。民國初年黃侃在去世前一天，大量嘔血，堅持把《唐文粹補遺》末二卷圈點讀完。